# Tajemnica złotej maczety
Tajemnica złotej maczety – seria komiksowa składająca się z sześciu albumów autorstwa Władysława Krupki (scenariusz) i Jerzego Wróblewskiego (rysunki). Kontynuacją tej serii jest inna seria z tymi samymi bohaterami – Dziesięciu z Wielkiej Ziemi.
Komiksy opowiadają historię trzech chłopców, którzy poznają weterana drugiej wojny światowej pilota porucznika Witolda. Wspomina on im swoją historie wojenną. Opowiada jak jako pilot uczestniczył w obronie Warszawy, potem jak pracował na południu Europy, walczył w północnej Afryce by w końcu przybyć do Anglii i tu brać udział w nalotach na okupanta. Potem trafia do Włoch i Jugosławii, gdzie w szeregach partyzantów Tito zostaje ciężko ranny. Po kuracji, która zbiega się z zakończeniem wojny wraca do Polski. Wspomina o darowanej mu przez dowódcę ruchu oporu w Algierii złotej maczecie, którą traktuje jako talizman, który według niego przynosi mu szczęście i wybawia go z różnych wojennych opresji.

## Bohaterzy
- Michał Wiśniewski
- Maciek Wiśniewski
- Wacek
- pan Witold

## Albumy wydane w serii Tajemnica złotej maczety
- U progu tajemnicy
- Przymusowe lądowanie
- Pustynnym szlakiem
- Tragiczny dzień
- Powietrzne szlaki
- Powrót